# پاراقشلاق علیا
پاراقشلاق علیا یک روستا در ایران است که در دهستان قشلاق جنوبی واقع شده‌است. پاراقشلاق علیا ۴۸ نفر جمعیت دارد.